# Турски национализъм
Турският национализъм е един от последните национализми възникнали в Османската империя. Турският изследовател Емре Конгар пише: 
| „ | Турският национализъм е последното национално течение, възникнало със закъснение в периода на разпад на Империята. Управниците на Империята, тоест турците, виждайки, че държавата им се разпада и осъзнавайки, че тя като Империя е възникнала на чужди територии с чуждо население, вероятно са се осъзнали именно като турци. Понятията турска нация и турска родина, както и турски език и турска култура – възникват тогава и едва през този период придобиват гражданственост. | “ |

Населението в Империята било разделено на религиозни общности, като водещ бил т. нар. ислямски миллет (без турски, кюрдски, арабски или помашки миллет). В официалните документи на империята се обозначавала религиозната идентичност на поданиците, определена от опозицията мюсюлмани – немюсюлмани. Поради това до края на 19 век, не може да се търси устойчива тюркска идентичност на населението в Османската империя. Като концепция първо се развива пантюркизмът през втората половина на 19 век, а дългосрочната му цел е политическо обединение на всички турско-говорещи народи. Все пак по това време тези идеи не са толкова популярни.
Едва след провала на идеите на османизма в началото на 20 век, пантюркизмът е припознат и става част от идеологията на младотурците. След разгрома на Империята в Първата световна война, около личността на Кемал Ататюрк възниква Турското национално движение. Привържениците на Движението се борят за превръщането на Османската империя в република, срещу клаузите на Севърския договор и разпокъсването на Анадола. Основните идеи на движението са кемализма, секуларизма и турския национализъм. Турските националисти, предвождани от Ататюрк за няколко години побеждават в Турска война за независимост, тези от страните – победителки в Първата световна война, анексирали части от Анадола. Така се да стигнат до Лозанския договор от 1923 година, с който изцяло се ревизира Севърския договор и е създадена Република Турция. Впоследствие имената турци и Турция се утвърждават като наименования на новата държава, появила се след краха на Османската империя и като наименование на нейните граждани, с разнороден етнически произход, включително и тези мюсюлмани, които се преселват в Анатолия от района на Балканите, Северна Африка, Близкия изток и Кавказ.
Властите налагат политика на асимилация на националните и религиозни малцинства, която продължава и до днес. В 1934 година Турция приема закон за ограничаване на номадството, целта на който е асимилация на някои от чергарските малцинства, живеещи в Турция. В резултат турската армия напада кюрдски алевитски сепаратисти. Кланетата продължават между 1936 и 1937 г. в района, известен днес като Тунджели (вилает). Броят на жертвите е около 13 000 души. Впоследствие, „турската идентичност“ е защитена съгласно републикански закони и конституцията и накърняването ѝ се преследва като престъпление съгласно член 301 от турския Наказателен кодекс, по който се наказват лица, изказали дисидентски мнения по исторически въпроси като арменският геноцид, а всички турски граждани са обявени за „турци“, независимо от техния произход.